# Show ’Em How
Show ’Em How – szósty album studyjny doom metalowego zespołu Pentagram wydany w 2004 roku przez wytwórnię Black Widow Records.

## Lista utworów
1. „Wheel of Fortune” – 3:47
2. „Elektra Glide” – 3:31
3. „Starlady” – 5:24
4. „Catwalk” – 3:49
5. „Prayer for an Exit Before the Dead End” – 5:50
6. „Goddess” – 3:08
7. „City Romance” – 4:36
8. „If the Winds Would Change” – 4:43
9. „Show 'Em How” – 5:06
10. „Last Days Here” – 5:11

## Twórcy
| Pentagram w składzie - Bobby Liebling – wokal, producent - Kelly Carmichael – gitara, inżynier dźwięku (asystent) - Adam S. Heinzmann – gitara basowa - Mike Smail – perkusja | Personel - Chris Kozlowski – producent, realizacja nagrań, miksowanie, mastering |